# Sébastien Wagner
Pour les articles homonymes, voir Wagner.
 (janvier 2024).
La mise en forme du texte ne suit pas les recommandations de Wikipédia : il faut le « wikifier ».
Les points d'amélioration suivants sont les cas les plus fréquents :
- Les titres sont pré-formatés par le logiciel. Ils ne sont ni en capitales, ni en gras.
- Le texte ne doit pas être écrit en capitales (les noms de famille non plus), ni en gras, ni en italique, ni en « petit »…
- Le gras n'est utilisé que pour surligner le titre de l'article dans l'introduction, une seule fois.
- L'italique est rarement utilisé : mots en langue étrangère, titres d'œuvres, noms de bateaux, etc.
- Les citations ne sont pas en italique mais en corps de texte normal. Elles sont entourées par des guillemets français : « et ».
- Les listes à puces sont à éviter, des paragraphes rédigés étant largement préférés. Les tableaux sont à réserver à la présentation de données structurées (résultats, etc.).
- Les appels de note de bas de page (petits chiffres en exposant, introduits par l'outil «  Source ») sont à placer entre la fin de phrase et le point final[comme ça].
- Les liens internes (vers d'autres articles de Wikipédia) sont à choisir avec parcimonie. Créez des liens vers des articles approfondissant le sujet. Les termes génériques sans rapport avec le sujet sont à éviter, ainsi que les répétitions de liens vers un même terme.
- Les liens externes sont à placer uniquement dans une section « Liens externes », à la fin de l'article. Ces liens sont à choisir avec parcimonie suivant les règles définies. Si un lien sert de source à l'article, son insertion dans le texte est à faire par les notes de bas de page.
- La présentation des références doit suivre les conventions bibliographiques. Il est recommandé d'utiliser les modèles {{Ouvrage}}, {{Chapitre}}, {{Article}}, {{Lien web}} et/ou {{Bibliographie}}. Le mode d'édition visuel peut mettre en forme automatiquement les références.
- Insérer une infobox (cadre d'informations à droite) n'est pas obligatoire pour parachever la mise en page.

Pour une aide détaillée, merci de consulter Aide:Wikification.
Si vous pensez que ces points ont été résolus, vous pouvez retirer ce bandeau et améliorer la mise en forme d'un autre article.
 (janvier 2024).
Il peut être nécessaire de l'améliorer pour respecter le principe de neutralité de point de vue. 

 (janvier 2024).
Sébastien Wagner, né le 3 juillet 1976 à Metz, est un historien et éditeur français.

## Biographie
Après une formation universitaire à l'université de Metz et à l'Ecole pratique des hautes études à Paris, il se spécialise en histoire militaire et collabore à la création du Musée de la Guerre de 1870 et de l'Annexion à Gravelotte. Il s'oriente ensuite vers l'histoire urbaine et choisit Metz comme sujet d'étude.
Secrétaire de la Société d'histoire et d'archéologie de la Lorraine depuis 2012, il a coproduit et présenté avec Marylène Bergmann l'émission C'est notre histoire sur MirabelleTV.
Il a fondé en 2011 la maison d'édition Les Paraiges qui a publié son centième titre en 2016. A ce jour, le catalogue compte plus de 270 titres en littérature, histoire et patrimoine, avec un ancrage local assumé pour plus de cent auteurs (dont Maurice Barrès, Louis Bertrand, Jean Dutourd, François Grosdidier, Raymond Milesi, Philippe de Saint Robert, Pierre Stolze). De nombreux prix ont récompensé ces parutions (prix Eckmann-Chatrian, prix de l'Académie nationale de Metz, prix des Conseils départementaux de Lorraine, prix de l'Union nationale des officiers de réserve, prix Coup de coeur...).

## Œuvre
- Dictionnaire historique des rues de Metz, Metz, Serpenoise, 2009.
- Atlas historique de Metz, codirection avec Julien Trapp, Metz, Editions des Paraiges, 2013. 2e édition, 2015. Préface de Dominique Gros. Prix d'histoire de l'Académie nationale de Metz.
- A l'ombre de l'aqueduc, Jouy-aux-Arches, avec Claude Lefebvre, Metz, Editions des Paraiges, 2014.
- Les portes de Metz, dessins de Philippe Bernard-Michel, Metz, Editions des Paraiges, 2014.
- Le monument de Noisseville, Metz, Editions des Paraiges, 2023.

### Participation à des ouvrages collectifs
- Philippe Hoch (dir.), Les Trois-Evêchés au temps de Belle-Isle, 2011.
- Hervé Coutau-Bégarie (dir.), Les médias et la guerre, Economica, 2005.
- Jean-Noël Grandhomme (dir.), L'affaire de Saverne, Metz, Editions des Paraiges, 2014.
- Pierre Saint-Servant (dir.), Les Maudits. Ces écrivains qu'on vous interdit de lire, La Nouvelle Librairie, 2019.
- Jean-Noël Grandhomme (dir.), Le retour à la France de la Lorraine annexée, Metz, Editions des Paraiges, 2021.
- Alain de Benoist et Guillaume Travers (dir.), La Bibliothèque littéraire du jeune Européen - 400 œuvres de fiction essentielles, Éditions du Rocher, 2021   (ISBN 978-2268106335).